# Mahmoud Charr
Mahmoud Charr (* 10. Oktober 1984 in Beirut, Libanon), der sich auch Manuel Charr nannte, ist ein deutsch-syrischer Profiboxer mit libanesischen Wurzeln. Er wurde 2017 WBA-Weltmeister im Schwergewicht und blieb dies – ohne eine Titelverteidigung zu bestreiten – bis 2021 und erneut von 2023 bis 2024.

## Leben
Charr, Sohn einer libanesischen Mutter und eines syrischen Vaters, wuchs in Beirut auf. 1989 floh seine Mutter mit sechs ihrer acht Kinder nach Deutschland. Sein Vater war im Libanesischen Bürgerkrieg umgekommen. Die Familie lebte im Berliner Bezirk Wedding sowie im Essener Stadtteil Katernberg. Aktuell lebt Charr in Köln.

### Konflikte mit der Justiz
Charr wurde im September 2006 wegen des Verdachts auf versuchten Totschlag verhaftet und angeklagt. Zusammen mit seinem Boxstall-Kollegen Alexander Abraham war er in eine Auseinandersetzung verwickelt, bei der sich Charr laut seiner eigenen Aussage in Notwehr verteidigte. Das Landgericht Berlin sprach die beiden Boxer frei.
Anfang 2011 wurde Charr im Zuge einer bundesweiten Razzia gegen eine Autoschieberbande verhaftet. Das Verfahren wurde eingestellt und Charr nach drei Wochen aus der Untersuchungshaft entlassen.
Als sich im Jahr 2020 in Berlin kriminell auffällige Tschetschenen Rivalitäten mit dem kriminell auffälligen Remmo-Clan (Araber aus Berlin) lieferten, fungierte Charr eigenen Angaben zufolge als „Friedensrichter“. Obwohl islamische Friedensrichter eine in Deutschland illegale Paralleljustiz darstellen, erklärte Charr, die Polizei über seine Tätigkeit informiert zu haben. Die Polizei dementierte dies.

### Attentat auf Charr
In der Nacht zum 2. September 2015 wurde Charr in einem Döner-Imbiss in Essen angeschossen und schwer verletzt. Nach einer Notoperation war er außer Lebensgefahr. Charr nannte Beleidigungen als Tatmotiv. Der per Öffentlichkeitsfahndung gesuchte Yousseff Hassan Al-Zain stellte sich am 14. September der Polizei; er wurde wegen gefährlicher Körperverletzung zu fünf Jahren Haft verurteilt.

### Kontroverse über angebliche deutsche Staatsangehörigkeit
2015 beantragte Mahmoud Charr einen deutschen Pass; dieser Antrag wurde negativ beschieden. Nach seinem WM-Sieg 2017 gegen Ustinow hat er sich als erster deutscher Schwergewichts-Weltmeister seit Max Schmeling feiern lassen. Auf die Frage, ob er einen deutschen Pass besitze, antwortete Charr: „Ich bin deutsch zu 1000 Prozent. Ich kam im Trubel nicht dazu, meinen Pass abzuholen. Ich habe einen deutschen Pass. Der liegt vor und liegt im Amt, ja, ich schwöre es!“ Zuvor hatte die Kölner Boulevardzeitung Express Mahmoud Charr wie folgt zitiert: „Mein Einbürgerungsverfahren liegt wegen eines möglichen Strafverfahrens auf Eis. Das wird gerade von meinen Anwälten geklärt – und dann hoffe ich, meinen Pass endlich abholen zu dürfen. Aber letztlich ist es nur ein Stück Papier. Was zählt ist, dass ich mich vom Herzen her als Deutscher fühle.“ Es gebe keine Verfahren, die die Ausgabe seines Passes verhindern könnten, sagte Charr später bei Sky. Er werde jetzt Urlaub machen, „dann gehe ich zum Amt und hole meinen Pass“.
Schließlich gestand er, keinen deutschen Pass zu besitzen. Gegenüber dem Express erklärte Charr nach seinem Weltmeisterschaftskampf, er habe einen syrischen Pass und möchte sich „beim deutschen Volk entschuldigen“. Er werde aber einen neuen Antrag auf Einbürgerung stellen.
In einem Interview mit der türkischen Nachrichtenagentur IHA kündigte Charr kurz nach seinem WM-Kampf an, in die Türkei reisen, „unserem Präsidenten“ Recep Tayyip Erdoğan seinen Weltmeistergürtel „als Zeichen meiner Dankbarkeit für die Aufnahme syrischer Flüchtlinge“ überreichen und schließlich in Syrien „zum Frieden zwischen der Türkei und Syrien beitragen“ zu wollen. Gegen Alexander Powetkin war Charr am 30. Mai 2014 mit syrischer Flagge und Hymne angetreten.
Im April 2019 kündigte er an, zukünftig unter seinem Geburtsnamen Mahmoud Charr antreten zu wollen.
Am 16. August 2021 erhielt Charr die deutsche Staatsbürgerschaft.

## Karriere als Kampfsportler

### Anfänge
Charr begann 2001 mit dem Kampfsport als Kickboxer in einer Privatschule in Essen. Drei Jahre später wechselte er zum professionellen Masters Gym nach Duisburg. Dort begann er eine Karriere als Muay-Thai-Kickboxer. 2003 bis 2005 gewann er zwei Deutsche Meisterschaften und einen Europameistertitel.
Nebenbei war er als Amateurboxer beim Box-Club Gelsenkirchen-Erle 49 aktiv. In seiner Amateurlaufbahn bis Januar 2005 verzeichnete Charr 16 Siege, davon 13 vorzeitig, bei einer Niederlage. 2004 wurde er Westdeutscher Meister.

### Profikarriere seit 2005
2005 wurde Charr Profi. Über ein Trainingslager des Max Schmeling Gym in Berlin verpflichtete ihn der Sauerland-Stall; dort wurde er von Trainer Ulli Wegner betreut. Er trat u. a. als Sparringspartner von Nikolai Walujew, Alexander Powetkin und John Ruiz an. 2007 wechselte er zum Universum-Boxstall und wurde fortan von Fritz Sdunek betreut. Von Februar bis November 2011 bestritt Charr seine Kämpfe für die Sturm Box-Promotion des Profiboxers Felix Sturm. Am 18. November 2011 holte Charr in Cuxhaven den vakanten „International Silver Belt“ des WBC gegen den Brasilianer Marcelo Nascimento durch einen Technischen K. o. nach der achten Runde. 2011 verließ er Sturm Box-Promotion und gründete sein eigenes Unternehmen Diamond Boy Promotion.
Nach 21 Profikämpfen ohne Niederlage musste sich Charr am 8. September 2012 im Kampf um den WM-Titel des WBC gegen Vitali Klitschko aufgrund einer schweren Verletzung am Auge geschlagen geben. Für diesen Kampf hatte er Vardan Zakarjan als Trainer verpflichtet. Am 21. Dezember 2012 besiegte er Konstantin Airich durch K. o. in der ersten Runde. Im Februar 2013 gewann er gegen Yakup Sağlam durch die verletzungsbedingte Aufgabe des Gegners nach der zweiten Runde.
Für den 29. Juni 2013 war in Manchester ein Kampf Charrs gegen David Haye geplant, den Haye wegen einer Handverletzung absagen musste. Am 30. Mai 2014 kämpfte Charr in Moskau gegen Alexander Powetkin um den vakanten WBC International Champion Titel, welchen er in der siebten Runde durch K. o. verlor. Nach einem Sieg am 24. Oktober 2014 gegen Michael Grant verlor er am 10. April 2015 gegen Johann Duhaupas durch Mehrheitsentscheidung. Nachdem er seinen nächsten Kampf gegen den Australier Alex Leapai gewonnen hatte, verlor er am 22. August 2015 in Grosny gegen den ungeschlagenen Letten Mairis Briedis durch K. o. in der 5. Runde. Sein Comeback gab Charr am 4. Juni 2016 in Kassel. Hier schlug er den Weißrussen Andrei Mazanik im ersten Kampf nach seiner Schussverletzung nach sieben Runden durch TKO.
Im Mai 2017 bekam Charr wegen einer Hüftdysplasie zwei künstliche Hüftgelenke eingesetzt.

### Weltmeister der WBA
Mahmoud Charr reichte ein vierter Rang im WBA-Ranking für einen Kampf um den vakanten sogenannten regulären WBA-Titel, weil die Nummer eins Luis Ortiz wegen Doping gesperrt war und weil sich die Nummer drei Fres Oquendo nicht rechtzeitig auf einen Gegner einigen konnte. Deswegen kam der Kampf von Charr gegen die Nummer zwei, Alexander Ustinow, zustande.
Am 25. November 2017 besiegte Charr im Kampf um den vakanten WM-Titel der WBA Ustinow durch einstimmige Entscheidung nach Punkten und wurde somit erster arabischstämmiger Weltmeister im Schwergewicht. Höher gewichtet ist bei der WBA der Titel des Superchampions.

### Positive Dopingprobe
Wenige Tage vor einem geplanten WBA-Titelkampf im September 2018 gegen Fres Oquendo wurde Charr aufgrund einer Urinprobe (A-Probe) vom 31. August 2018 durch die Voluntary Anti-Doping Association (Vada) positiv auf Drostanolon und Epitrenbolon getestet. Daraufhin wurde der Kampf abgesagt.
Charr veröffentlichte das negative Ergebnis eines ebenfalls nach dem Kampf durchgeführten Doping-Bluttestes. Das Dokument der Vada bestätigt allerdings nur einen negativen Test auf das Wachstumshormon HGH, auf Anabolika wurde das Blut nicht untersucht.
Wegen Verfahrensfehler bei der Öffnung der B-Probe wurde die Suspendierung Charrs aufgehoben und er durfte den Weltmeistertitel behalten.

### Zeitweiser Titelverlust
Im Januar 2021 war eine Pflichtverteidigung des Weltmeistertitels gegen Trevor Bryan in den USA geplant. Weil Promoter Don King den Kampfvertrag nicht gegengezeichnet hatte, wurde Charr aber das nötige Visum für die Einreise in die Staaten nicht erteilt, so dass der Kampf nicht stattfand. Da Charr seit seinem Titelgewinn im Jahr 2017 keinen Kampf mehr bestritten und keine Pflichtverteidigung aufzuweisen hatte, verlor er den Weltmeistertitel. Dieser ging an Bryan, der in dem stattdessen angesetzten WM-Kampf gegen Bermane Stiverne als Sieger hervorging. Charr wurde zum „Champion in Recess“ („Weltmeister im Wartestand“) ernannt; Bryan sollte bis zum 30. Mai 2021 gegen ihn den Titel verteidigen.
Charr klagte jedoch gegen den Titelverlust, weil er verletzungsbedingt nicht zu einer Pflichtverteidigung antreten konnte und bekam im September 2023 recht und damit erneut den Titel der WBA im Schwergewicht (regulär) zugesprochen. Diesen führte zwischenzeitlich Daniel Dubois. Ein für den 30. März 2024 geplanter Titelkampf gegen den Bulgaren Kubrat Pulew in Sofia wurde wegen einer Trainingsverletzung von Charr abgesagt. Der Weltmeisterschaftstitelkampf gegen Pulew fand schließlich im Dezember desselben Jahres statt. Charr verlor dabei einstimmig nach Punkten.

## Liste der Profiboxkämpfe
| 34 Siege (20 K.o.-Siege), 5 Niederlagen (3 K.o.-Niederlagen) |               |                                         |                         |                                                                  |
| Jahr                                                         | Tag           | Ort                                     | Gegner                  | Ergebnis für Charr                                               |
| 2005                                                         | 14. Mai       | Oberfrankenhalle, Bayreuth              | David Vicena            | Punktsieg (einstimmig) / 4 Runden                                |
| 2005                                                         | 28. Mai       | Lugner City, Wien, Österreich           | Nándor Kovács           | Sieg / TKO 2. Runde                                              |
| 2005                                                         | 11. Juni      | BigBOX Allgäu, Kempten                  | Özcan Çetinkaya         | Punktsieg (einstimmig) / 4 Runden                                |
| 2005                                                         | 16. Juli      | Arena Nürnberger Versicherung, Nürnberg | Valentin Marinel        | Sieg / TKO 2. Runde                                              |
| 2006                                                         | 28. Januar    | Tempodrom, Berlin                       | Stefan Baumann          | Sieg / KO 1. Runde                                               |
| 2006                                                         | 8. April      | Saaltheater Geulen, Aachen              | Radovan Kuča            | Sieg / KO 1. Runde                                               |
| 2006                                                         | 13. Mai       | Stadthalle, Zwickau                     | Pedro Carrión           | Punktsieg (Mehrheitsentscheidung) / 8 Runden                     |
| 2008                                                         | 5. April      | Burg-Wächter Castello, Düsseldorf       | Aleksandrs Selezens     | Punktsieg (einstimmig) / 4 Runden                                |
| 2008                                                         | 19. April     | Bördelandhalle, Magdeburg               | Edgars Kalnars          | Punktsieg (einstimmig) / 4 Runden                                |
| 2008                                                         | 31. Mai       | Burg-Wächter Castello, Düsseldorf       | Adnan Serin             | Punktsieg (einstimmig) / 6 Runden                                |
| 2009                                                         | 25. April     | Königpalast, Krefeld                    | Gbenga Oluokun          | Sieg / KO 7. Runde                                               |
| 2009                                                         | 6. Juni       | König-Pilsener-Arena, Oberhausen        | Ramon Hayes             | Sieg / TKO 3. Runde                                              |
| 2009                                                         | 10. Oktober   | Stadthalle, Rostock                     | Sherman Williams        | Punktsieg (einstimmig) / 10 Runden                               |
| 2010                                                         | 9. Januar     | Bördelandhalle, Magdeburg               | Owen Beck               | Sieg / TKO 10. Runde                                             |
| 2010                                                         | 19. November  | Universum Gym, Hamburg                  | Robert Hawkins          | Sieg / Aufgabe 5. Runde                                          |
| 2010                                                         | 4. Dezember   | Sport- und Kongresshalle, Schwerin      | Zack Page               | Punktsieg (Mehrheitsentscheidung) / 8 Runden                     |
| 2011                                                         | 19. Februar   | Porsche-Arena, Stuttgart                | Jonathan Pasi           | Sieg / TKO 5. Runde                                              |
| 2011                                                         | 25. Juni      | Lanxess Arena, Köln                     | Danny Williams          | Sieg / TKO 7. Runde                                              |
| 2011                                                         | 3. September  | Kugelbake-Halle, Cuxhaven               | Serdar Uysal            | Sieg / Disqualifikation 1. Runde                                 |
| 2011                                                         | 18. November  | Kugelbake-Halle, Cuxhaven               | Marcelo Luiz Nascimento | Sieg / Aufgabe 8. Runde                                          |
| 2012                                                         | 30. März      | Hotel Maritim, Köln                     | Taras Bidenko           | Punktsieg (einstimmig) / 12 Runden                               |
| 2012                                                         | 8. September  | Olimpijski-Halle, Moskau, Russland      | Vitali Klitschko        | Niederlage / TKO 4. Runde WBC-Weltmeisterschaftkampf             |
| 2012                                                         | 21. Dezember  | Hotel Maritim, Köln                     | Konstantin Airich       | Sieg / KO 1. Runde                                               |
| 2013                                                         | 22. Februar   | Strada Henri Coanda, Galați, Rumänien   | Yakup Sağlam            | Sieg / Aufgabe 2. Runde                                          |
| 2013                                                         | 15. Juni      | Karl-Eckel-Halle, Hattersheim am Main   | Oleksij Masikin         | Sieg / TKO 3. Runde                                              |
| 2013                                                         | 19. Oktober   | Messezentrum, Leipzig                   | Denis Bachtow           | Sieg / Aufgabe 5. Runde                                          |
| 2014                                                         | 12. April     | Telekom Dome, Bonn                      | Kevin Johnson           | Punktsieg (einstimmig) / 10 Runden                               |
| 2014                                                         | 30. Mai       | Sportpalast Luschniki, Moskau, Russland | Alexander Powetkin      | Niederlage / KO 7. Runde                                         |
| 2014                                                         | 24. Oktober   | Sportpalast Luschniki, Moskau, Russland | Michael Grant           | Sieg / Aufgabe 5. Runde                                          |
| 2015                                                         | 10. April     | Sportpalast Luschniki, Moskau, Russland | Johann Duhaupas         | Punktniederlage (Mehrheitsentscheidung) / 10 Runden              |
| 2015                                                         | 22. Mai       | Sportpalast Luschniki, Moskau, Russland | Alex Leapai             | Punktsieg (einstimmig) / 10 Runden                               |
| 2015                                                         | 22. August    | Achmat-Arena, Grosny, Russland          | Mairis Briedis          | Niederlage / KO 5. Runde                                         |
| 2016                                                         | 4. Juni       | Autohaus Dürkop, Kassel                 | Andrei Mazanik          | Sieg / TKO 7. Runde                                              |
| 2016                                                         | 17. September | EWS Arena, Göppingen                    | Sefer Seferi            | Punktsieg (einstimmig) / 10 Runden                               |
| 2017                                                         | 25. November  | König-Pilsener-Arena, Oberhausen        | Alexander Ustinow       | Punktsieg (einstimmig) / 12 Runden WBA-Weltmeisterschaftskampf   |
| 2021                                                         | 15. Mai       | Sportstudio Baaden, Köln                | Christopher Lovejoy     | Sieg / KO 2. Runde                                               |
| 2022                                                         | 28. Mai       | Die Bucht, Hamburg                      | Nikola Milačić          | Sieg / KO 3. Runde                                               |
| 2022                                                         | 21. Dezember  | ECB Boxgym, Hamburg                     | Nuri Seferi             | Sieg / TKO 2. Runde                                              |
| 2024                                                         | 7. Dezember   | Sofia Hall, Sofia                       | Kubrat Pulew            | Niederlage nach Punkten (einstimmig) WBA-Weltmeisterschaftskampf |
| Quelle: Mahmoud Charr in der BoxRec-Datenbank                |               |                                         |                         |                                                                  |

## Fernsehen
Vom 13. bis 26. September 2013 war Mahmoud Charr Teilnehmer bei Promi Big Brother.